# Château de Chamousset (Savoie)
Pour les articles homonymes, voir Château de Chamousset.
Le château de Chamousset est un château en ruine de France situé en Savoie, à Chamousset, dans la combe de Savoie, à l'entrée de la Maurienne. La colline sur laquelle il se dresse constitue l'extrémité septentrionale de la chaîne de Belledonne. Il domine la confluence de l'Arc et de l'Isère, l'autoroute A43, les routes départementales 32, 204 et 1006, le pont de l'Arc, le pont de Fer et le pont Royal, la ligne de Culoz à Modane (frontière) et le tunnel hydraulique du Gelon.

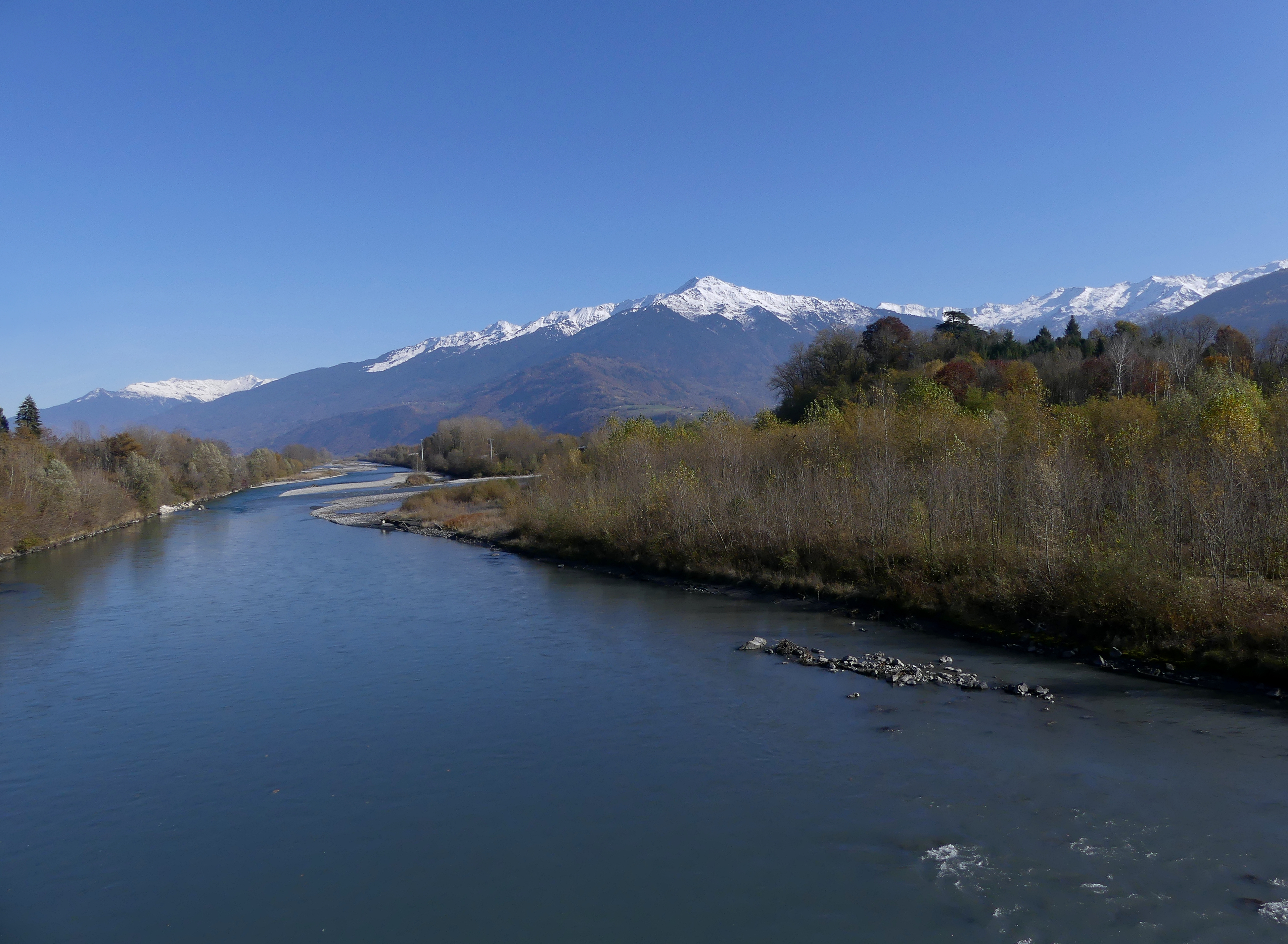
Vue de la confluence de l'Arc et de l'Isère depuis le pont Royal avec la colline où se dresse le château de Chamousset sur la droite ; au fond, le massif de la Lauzière.